# Niemcowa (polana)

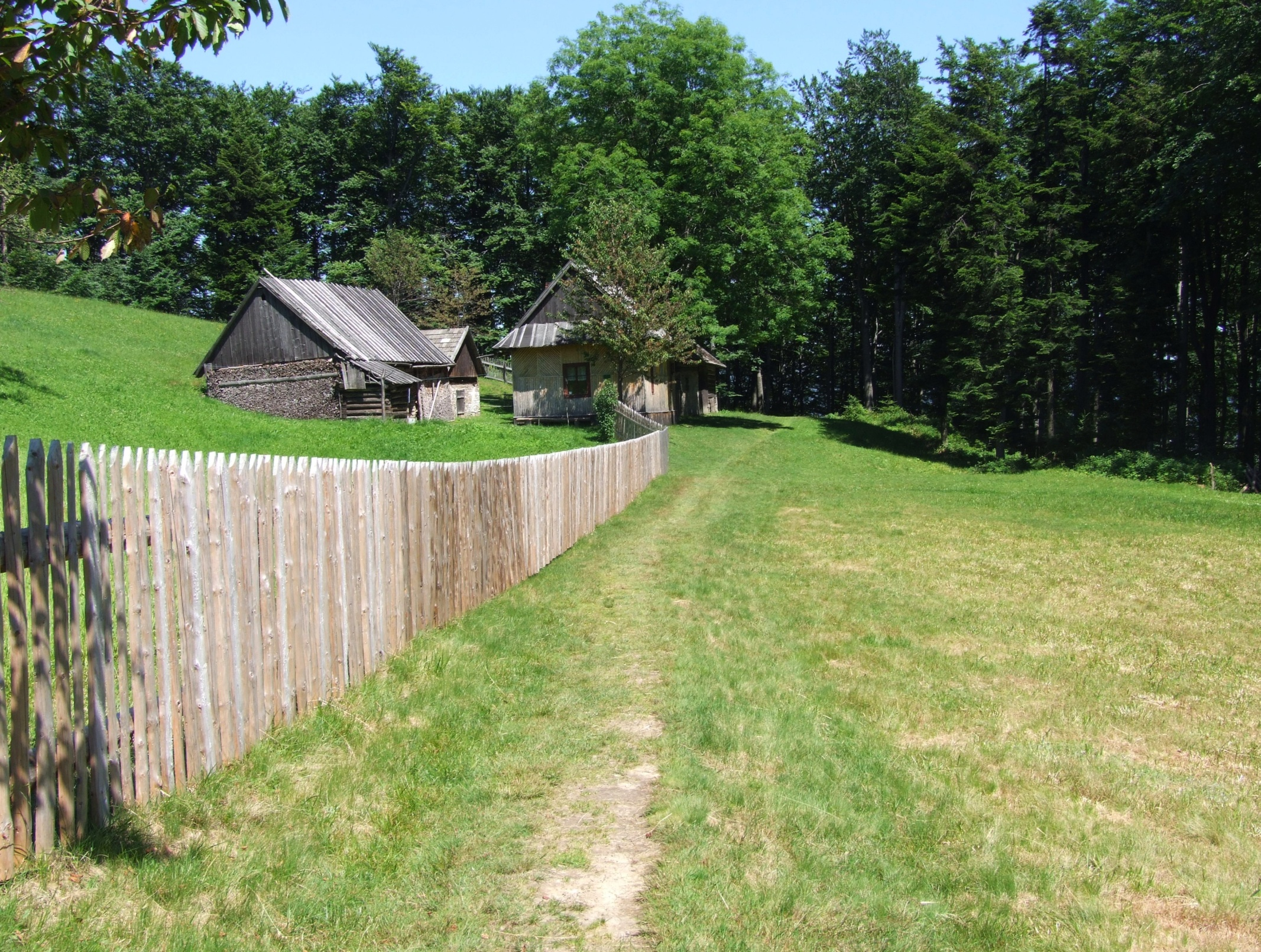
Polana Niemcowa z gospodarstwem rolnym

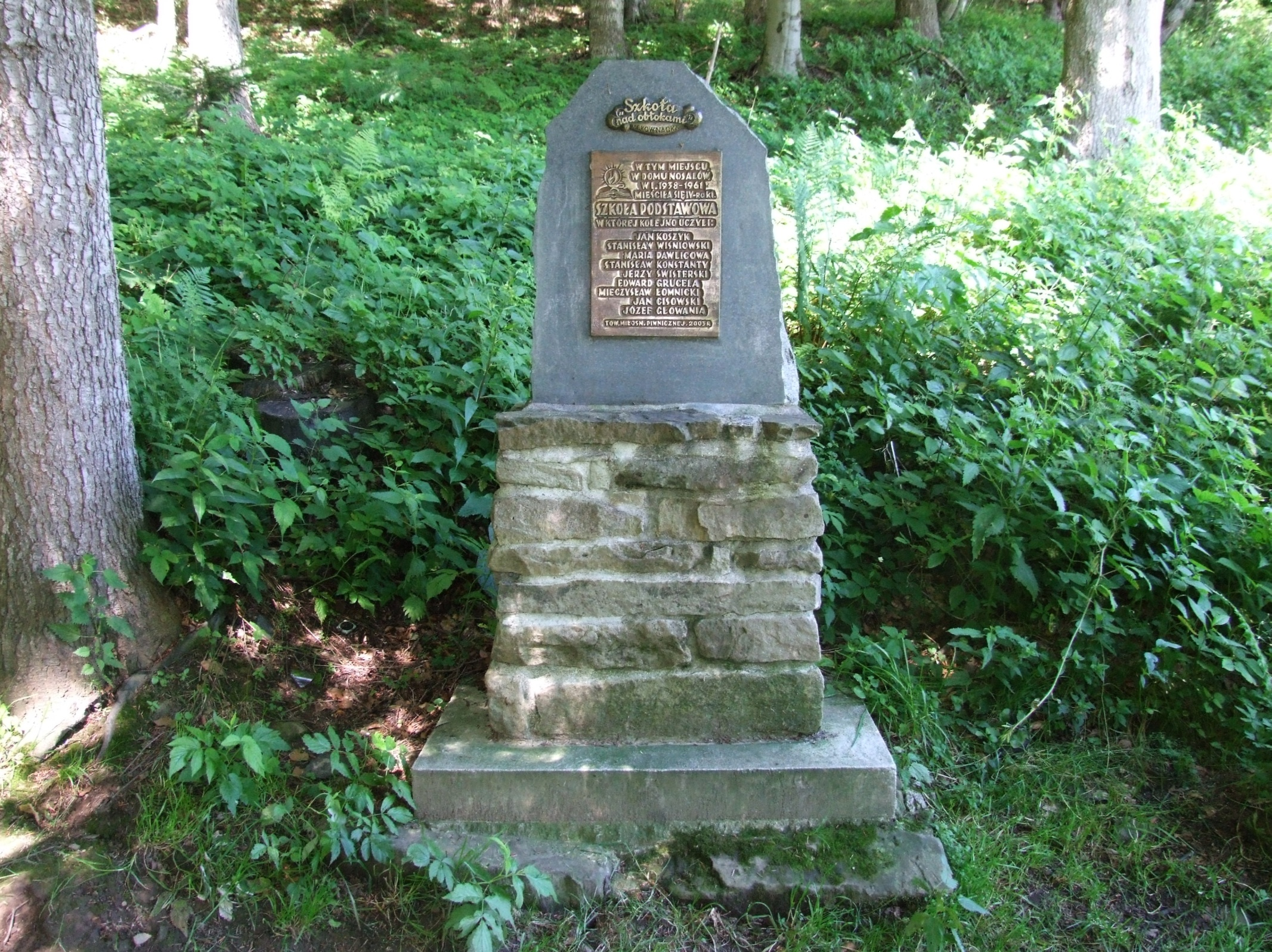
Tablica pamiątkowa obok ruin dawnej szkoły

Niemcowa (963 m n.p.m.) – polana grzbietowa w Paśmie Radziejowej, znajdująca się na grzbiecie Niemcowa – Kordowiec. Na grzbiecie tym, kolejno od dołu do góry jest 5 polan: Kordowiec, Poczekaj, Stos, Niemcowa i Kramarka. Polana znajduje się w granicach wsi Młodów w województwie małopolskim, w powiecie nowosądeckim, w gminie Piwniczna-Zdrój.

## Opis polany
Polana Niemcowa zajmuje wschodnie, opadające do doliny Młodowskiego Potoku stoki pod grzbietem Niemcowa-Kordowiec. W 2010 r. było na niej jedno tylko gospodarstwo, którego zabudowania odgrodzone od szlaku turystycznego drewnianym płotem stoją w dolnej części polany. Jest to gospodarstwo p. Wielochy, który gospodaruje tutaj latem, na zimę wraca do Rytra. W górnej części polany, pod lasem działała dawniej szkoła na Niemcowej, obecnie obok jej ruin znajduje się pomnik.

## Historia
W miarę rozwoju osadnictwa, gdy pod uprawę roli zajęto już wszystkie nadające się do tego tereny w dolinie rzek, ludzie stopniowo posuwali się coraz wyżej w góry, poprzez wyrąb lub wypalanie uzyskując nowe tereny pod uprawę i pasterstwo. Z początkiem XIX wieku i przed II wojną światową wsie na Góralszczyźnie stały się już przeludnione. W górach istniało znacznie więcej niż obecnie polan zajętych pod uprawę roli, Beskidom groziło wręcz wylesienie. Na Niemcowej istniało wiele gospodarstw rolniczych, których mieszkańcy żyjąc bardzo biednie, utrzymywali się z uprawy ziemi, pasterstwa i zbieractwa. Przy rozdrożu szlaków turystycznych pod szczytem Niemcowej znajdowało się najwyżej położone w Beskidzie Sądeckim gospodarstwo rolne. Po drugiej wojnie światowej, gdy pojawiły się większe możliwości zarobkowe, młodzi ludzie odpływali do miast. Po 1989 również pasterstwo stało się nieopłacalne. Wskutek trudnych warunków bytowania (w szczególności brak wody i prądu elektrycznego) w ciągu lat powojennych mieszkańcy (lub ich potomkowie) przenieśli się do nowych siedzib położonych w dolinach; proces ten dotyczy też wielu okolicznych zasiedlonych dawniej przysiółków. Opuszczone siedziby uległy dotychczas zniszczeniu np. w wyniku pożarów, m.in. spowodowanych przez nieostrożnych turystów, chroniących się w nich i rozpalających wewnątrz ogniska. Wśród łąk zaobserwować można dzisiaj tylko pozostałości piwnic, m.in. przy rozejściu szlaków turystycznych. O tym, że orane były również podszczytowe partie Niemcowej świadczą widoczne jeszcze gdzieniegdzie zagony oraz zarośnięte borowinami kupy kamieni zbieranych z pól.

## Szkoła na Niemcowej
Na Niemcowej znajdowała się dawniej również szkoła podstawowa dla mieszkających w pobliżu dzieci, opisana przez Marię Kownacką w książce „Szkoła nad obłokami”. Działała w latach 1938–1961 (z przerwą wojenną). Później szkoła przeniosła się na niżej położony Kordowiec. Podobne małe szkółki istniały na pobliskich, śródleśnych przysiółkach na polanach Zaczerczyk, Podbukowiec, Kordowiec<. Była to szkoła 4-klasowa z jednym nauczycielem, a uczęszczało do niej 15-25 dzieci. Jako sala lekcyjna służyło dzierżawione pomieszczenie w budynku gospodarza Nosala. Jedyny nauczyciel służył nie tylko dzieciom, ale i ich rodzicom: czytał gazety ciekawym świata gazdom lub użyczał swego radia “na kryształek”, aby posłuchali “co tam panie w polityce”, uczył czytania i pisania analfabetów, wieczorami wabił młodych grą na skrzypkach. Była tutaj nawet wypożyczalnia książek z miejskiej biblioteki (zazwyczaj przyniesionych na plecach przez nauczycieli). Z budynku szkoły pozostały już tylko kamienne podmurówki. W 2003 Towarzystwo Przyjaciół Piwnicznej odsłoniło na Niemcowej pamiątkową tablicę z nazwiskami nauczycieli, którzy tutaj uczyli.

## Chatka pod Niemcową
Niedaleko szczytu Niemcowej, na polanie Trześniowy Groń, znajduje się chatka studencka zwana „Chatką pod Niemcową”. Nazwa jest myląca, faktycznie bowiem chatka ta znajduje się nie pod szczytem Niemcowej, lecz Trześniowego Gronia. Można do niej dojść od żółtego szlaku turystycznego z Piwnicznej (od szlaku 3 min), lub nieznakowaną drogą (10 min) od skrzyżowania szlaków pod Niemcową.

## Piesze szlaki turystyczne
Główny Szlak Beskidzki na odcinku Rytro – Niemcowa – Radziejowa (Główny Szlak Beskidzki). Czas przejścia z Rytra Na Niemcową – 2:30 h
 Piwniczna – Niemcowa. Czas przejścia 2 h